# 白老町
白老町（しらおいちょう）は、北海道中南部（道央地方）に位置し、胆振総合振興局に属する町。

## 概要
新千歳空港から道央自動車道を利用して約40分、札幌市から約1時間の距離に位置しており、国道36号や北海道旅客鉄道（JR北海道）室蘭本線が横断しているほか、後志方面に接続する北海道道86号白老大滝線（四季彩街道）、地方港湾の白老港が整備されている。
アイヌの人々が町の歴史の基礎を築き上げており、アイヌ文化の振興は町づくりの施策の1つになっている。2009年（平成21年）の「アイヌ政策のあり方に関する有識者懇談会」によって提言された「民族共生の象徴となる空間」（ウポポイ）を整備しており、ポロト湖畔に国立アイヌ民族博物館や国立民族共生公園、高台に慰霊施設がある。

### 地名の由来
アイヌ語の「シラウオイ（siraw-o-i）」（アブ・多い・所）に由来するという説が一般的であり、町でもこの説を採る。
この他、永田方正は上記の説のほか、「シララオイ（sirara-o-i）」（潮汐多いところ）とする解釈も紹介している。

## 地理
白老町は北海道南西部、胆振管内のほぼ中央部に位置し、海岸線の延長は25 kmある。東端は別々川で苫小牧市と接し、西端は伏古別川で登別市に隣接している。山岳地帯には樽前山、白老岳、ホロホロ山、オロフレ山などがあり、大部分が国有林で支笏洞爺国立公園になっている。白老川や倶多楽湖は環境省の調査による水質日本一になったことがある。

### 地形

#### 山地
主な山
- 多峰古峰山（661.1 m）
- 白老岳（968 m）
- 瓦斯山（485 m）
- ホロホロ山（1,322.4 m）
- オロフレ山（1,230.8 m）
- 加車山（897.5 m）
- 窟太郎山（534.3 m）

#### 河川
主な川
- 別々川
- 社台川
- 白老川
- ウヨロ川
- フシコベツ川
- 敷生川
- アヨロ川
- ポンアヨロ川

主な滝
- インクラの滝
- 社台滝
- 白老滝

#### 湖沼
主な湖
- ポロト湖
- 倶多楽湖

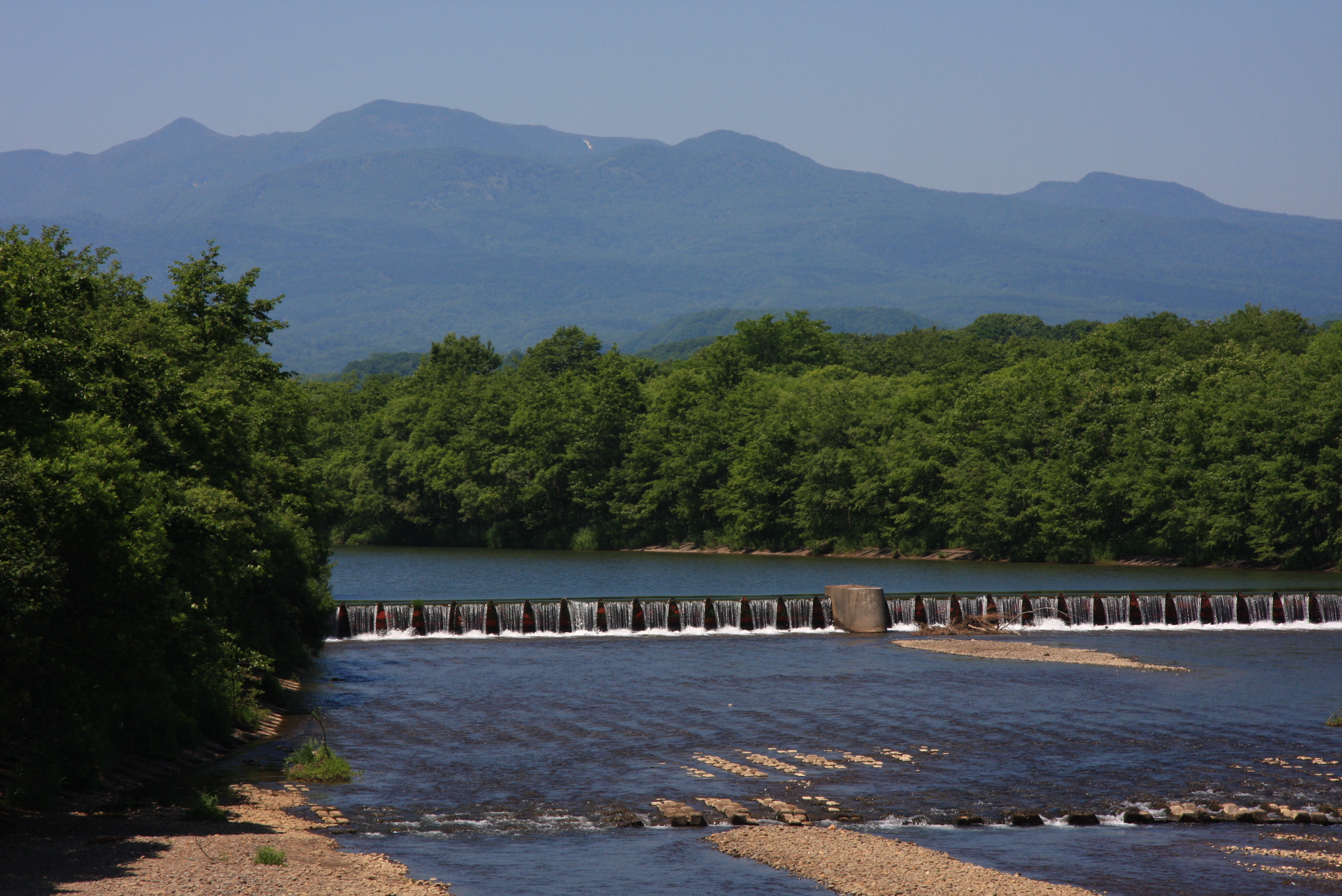
ホロホロ山と敷生川（2012年6月）
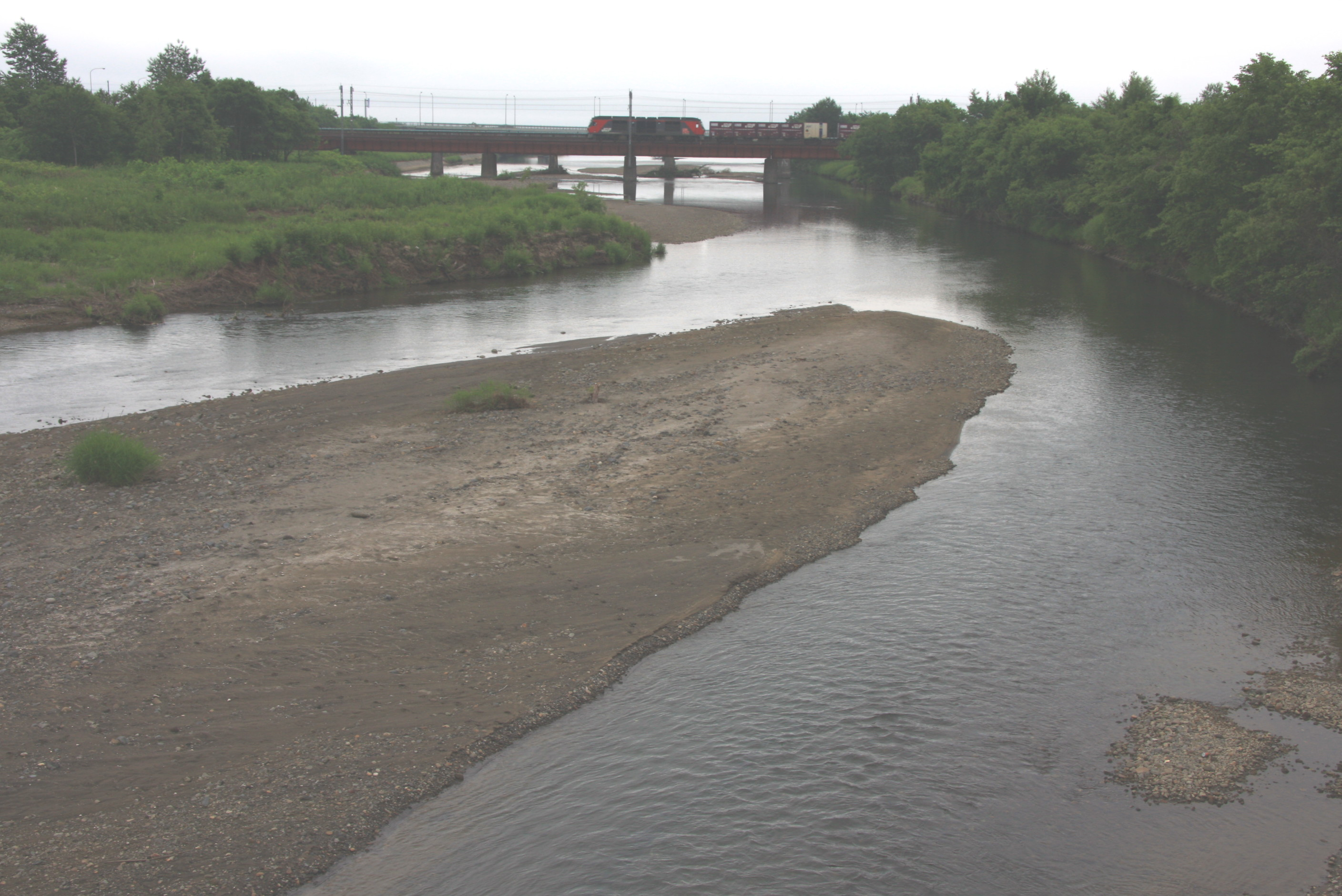
白老川（2012年7月）
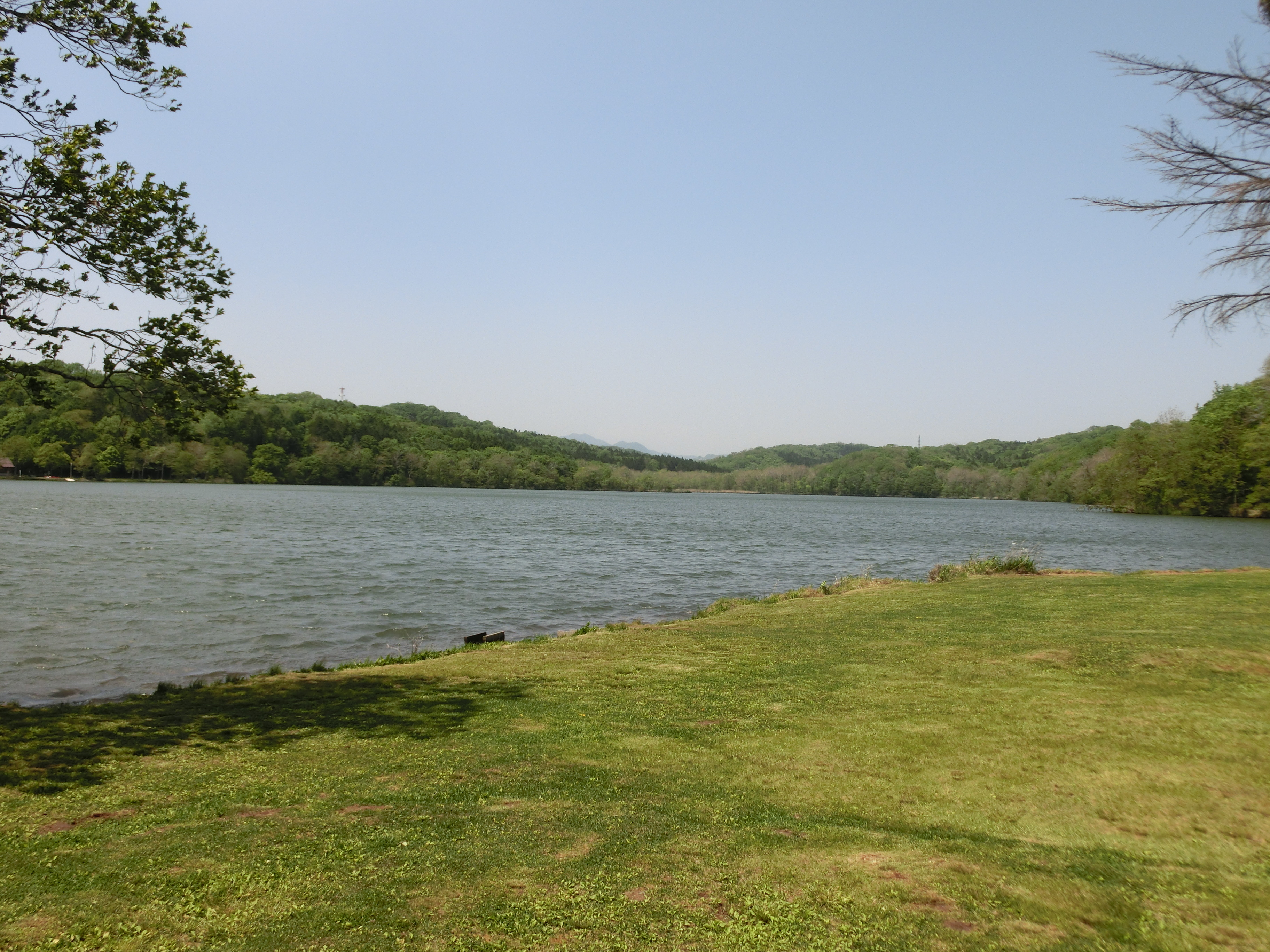
ポロト湖（2016年5月）
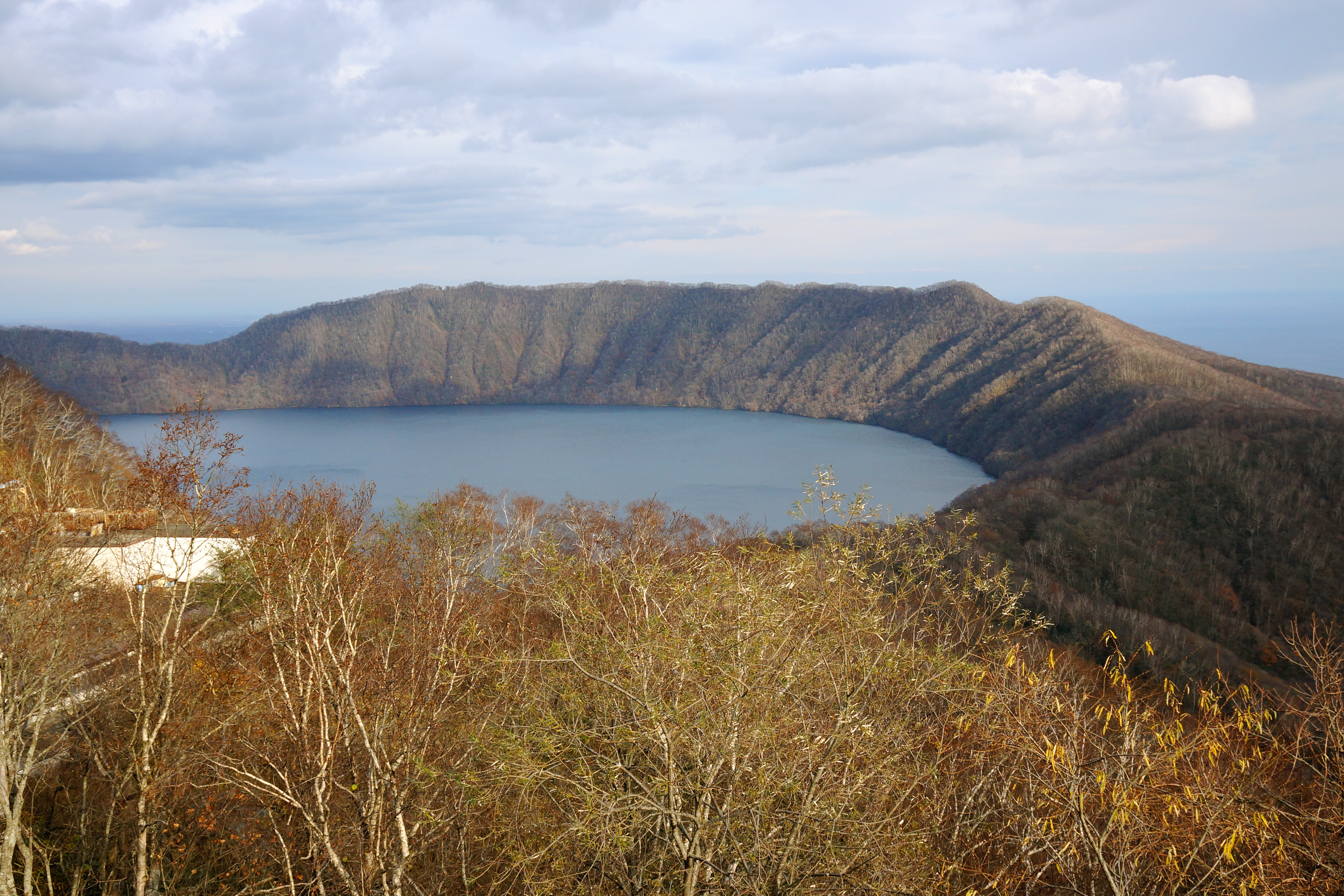
倶多楽湖（2013年11月）
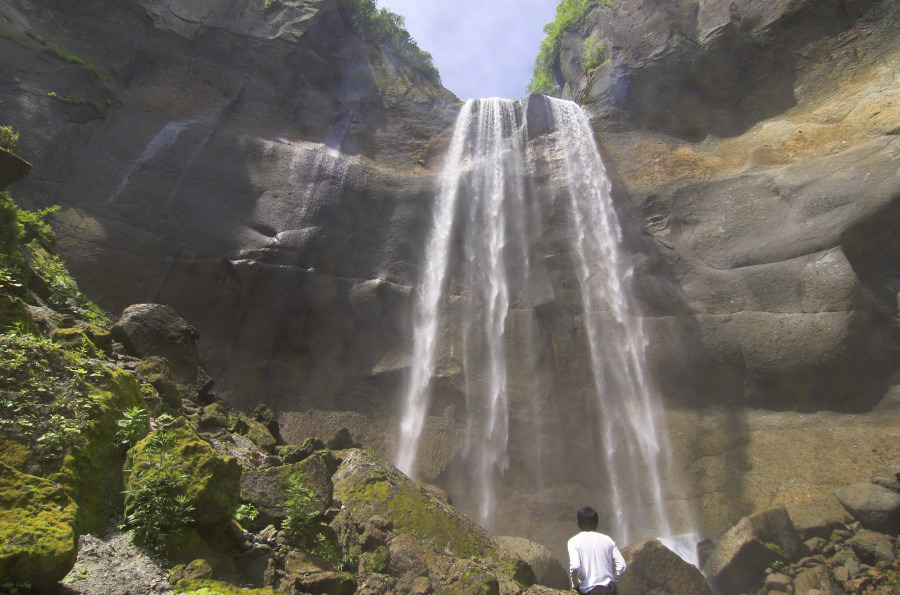
インクラの滝

### 気候
亜寒帯湿潤気候（Dfb）である。春は晴天の日が多いが、5月から7月にかけて海霧が発生して肌寒い天気になることがある。夏は温暖な日が多いが、最高気温が30℃以上になることはほとんどない。8月は年間を通じて最も降水量が多くなる。山間部の森野地区は北海道内で有数の豪雨地帯になっている。夏から秋にかけては台風や前線の通過により大雨になることがある。冬は比較的穏やかで降雪も少ない。
| 白老（1991年 - 2020年）の気候      | 白老（1991年 - 2020年）の気候 | 白老（1991年 - 2020年）の気候 | 白老（1991年 - 2020年）の気候 | 白老（1991年 - 2020年）の気候 | 白老（1991年 - 2020年）の気候 | 白老（1991年 - 2020年）の気候 | 白老（1991年 - 2020年）の気候 | 白老（1991年 - 2020年）の気候 | 白老（1991年 - 2020年）の気候 | 白老（1991年 - 2020年）の気候 | 白老（1991年 - 2020年）の気候 | 白老（1991年 - 2020年）の気候 | 白老（1991年 - 2020年）の気候 |
| 月                                 | 1月                           | 2月                           | 3月                           | 4月                           | 5月                           | 6月                           | 7月                           | 8月                           | 9月                           | 10月                          | 11月                          | 12月                          | 年                            |
| ---------------------------------- | ----------------------------- | ----------------------------- | ----------------------------- | ----------------------------- | ----------------------------- | ----------------------------- | ----------------------------- | ----------------------------- | ----------------------------- | ----------------------------- | ----------------------------- | ----------------------------- | ----------------------------- |
| 最高気温記録 °C （°F）             | 9.7 (49.5)                    | 13.1 (55.6)                   | 16.1 (61)                     | 23.8 (74.8)                   | 28.5 (83.3)                   | 31.1 (88)                     | 33.8 (92.8)                   | 33.1 (91.6)                   | 30.9 (87.6)                   | 26.9 (80.4)                   | 22.2 (72)                     | 14.5 (58.1)                   | 33.8 (92.8)                   |
| 平均最高気温 °C （°F）             | 0.5 (32.9)                    | 0.9 (33.6)                    | 4.3 (39.7)                    | 9.5 (49.1)                    | 13.9 (57)                     | 17.2 (63)                     | 21.0 (69.8)                   | 23.3 (73.9)                   | 21.6 (70.9)                   | 16.1 (61)                     | 9.2 (48.6)                    | 2.7 (36.9)                    | 11.7 (53.1)                   |
| 日平均気温 °C （°F）               | −3.7 (25.3)                   | −3.3 (26.1)                   | 0.2 (32.4)                    | 4.9 (40.8)                    | 9.7 (49.5)                    | 13.8 (56.8)                   | 17.9 (64.2)                   | 20.0 (68)                     | 17.2 (63)                     | 11.0 (51.8)                   | 4.6 (40.3)                    | −1.4 (29.5)                   | 7.6 (45.7)                    |
| 平均最低気温 °C （°F）             | −8.6 (16.5)                   | −8.5 (16.7)                   | −4.4 (24.1)                   | 0.3 (32.5)                    | 5.6 (42.1)                    | 10.8 (51.4)                   | 15.4 (59.7)                   | 17.1 (62.8)                   | 12.8 (55)                     | 5.7 (42.3)                    | −0.2 (31.6)                   | −5.8 (21.6)                   | 3.4 (38.1)                    |
| 最低気温記録 °C （°F）             | −19.4 (−2.9)                  | −20.8 (−5.4)                  | −16.7 (1.9)                   | −10.5 (13.1)                  | −2.8 (27)                     | 0.2 (32.4)                    | 5.6 (42.1)                    | 8.1 (46.6)                    | 2.3 (36.1)                    | −3.1 (26.4)                   | −11.6 (11.1)                  | −16.5 (2.3)                   | −20.8 (−5.4)                  |
| 降水量 mm （inch）                 | 34.1 (1.343)                  | 35.9 (1.413)                  | 61.3 (2.413)                  | 89.3 (3.516)                  | 155.6 (6.126)                 | 149.2 (5.874)                 | 207.8 (8.181)                 | 230.5 (9.075)                 | 206.9 (8.146)                 | 134.1 (5.28)                  | 88.5 (3.484)                  | 56.8 (2.236)                  | 1,450 (57.087)                |
| 降雪量 cm （inch）                 | 68 (26.8)                     | 76 (29.9)                     | 56 (22)                       | 5 (2)                         | 0 (0)                         | 0 (0)                         | 0 (0)                         | 0 (0)                         | 0 (0)                         | 0 (0)                         | 4 (1.6)                       | 40 (15.7)                     | 253 (99.6)                    |
| 平均降水日数 （≥1.0 mm）           | 6.5                           | 6.1                           | 8.1                           | 9.2                           | 10.7                          | 10.2                          | 13.2                          | 13.2                          | 11.9                          | 10.6                          | 9.9                           | 7.8                           | 117.4                         |
| 平均月間日照時間                   | 153.3                         | 155.3                         | 178.8                         | 185.2                         | 183.0                         | 129.8                         | 108.7                         | 131.7                         | 158.5                         | 159.3                         | 140.1                         | 136.6                         | 1,820.4                       |
| 出典1：Japan Meteorological Agency |                               |                               |                               |                               |                               |                               |                               |                               |                               |                               |                               |                               |                               |
| 出典2：気象庁                      |                               |                               |                               |                               |                               |                               |                               |                               |                               |                               |                               |                               |                               |

| 森野（1991年 - 2020年）の気候      | 森野（1991年 - 2020年）の気候 | 森野（1991年 - 2020年）の気候 | 森野（1991年 - 2020年）の気候 | 森野（1991年 - 2020年）の気候 | 森野（1991年 - 2020年）の気候 | 森野（1991年 - 2020年）の気候 | 森野（1991年 - 2020年）の気候 | 森野（1991年 - 2020年）の気候 | 森野（1991年 - 2020年）の気候 | 森野（1991年 - 2020年）の気候 | 森野（1991年 - 2020年）の気候 | 森野（1991年 - 2020年）の気候 | 森野（1991年 - 2020年）の気候 |
| 月                                 | 1月                           | 2月                           | 3月                           | 4月                           | 5月                           | 6月                           | 7月                           | 8月                           | 9月                           | 10月                          | 11月                          | 12月                          | 年                            |
| ---------------------------------- | ----------------------------- | ----------------------------- | ----------------------------- | ----------------------------- | ----------------------------- | ----------------------------- | ----------------------------- | ----------------------------- | ----------------------------- | ----------------------------- | ----------------------------- | ----------------------------- | ----------------------------- |
| 最高気温記録 °C （°F）             | 8.9 (48)                      | 12.4 (54.3)                   | 14.8 (58.6)                   | 24.9 (76.8)                   | 29.2 (84.6)                   | 30.4 (86.7)                   | 33.8 (92.8)                   | 33.0 (91.4)                   | 31.2 (88.2)                   | 25.2 (77.4)                   | 20.2 (68.4)                   | 13.4 (56.1)                   | 33.8 (92.8)                   |
| 平均最高気温 °C （°F）             | −1.1 (30)                     | −0.4 (31.3)                   | 3.3 (37.9)                    | 9.6 (49.3)                    | 15.7 (60.3)                   | 18.8 (65.8)                   | 22.1 (71.8)                   | 23.7 (74.7)                   | 21.1 (70)                     | 15.2 (59.4)                   | 7.7 (45.9)                    | 1.0 (33.8)                    | 11.4 (52.5)                   |
| 日平均気温 °C （°F）               | −5.0 (23)                     | −4.6 (23.7)                   | −1.0 (30.2)                   | 4.4 (39.9)                    | 10.0 (50)                     | 14.1 (57.4)                   | 18.0 (64.4)                   | 19.5 (67.1)                   | 16.1 (61)                     | 9.6 (49.3)                    | 3.2 (37.8)                    | −2.7 (27.1)                   | 6.8 (44.2)                    |
| 平均最低気温 °C （°F）             | −9.7 (14.5)                   | −9.8 (14.4)                   | −5.8 (21.6)                   | −0.9 (30.4)                   | 4.4 (39.9)                    | 9.8 (49.6)                    | 14.5 (58.1)                   | 15.9 (60.6)                   | 11.3 (52.3)                   | 4.2 (39.6)                    | −1.3 (29.7)                   | −6.8 (19.8)                   | 2.1 (35.8)                    |
| 最低気温記録 °C （°F）             | −20.0 (−4)                    | −21.1 (−6)                    | −18.0 (−0.4)                  | −10.7 (12.7)                  | −4.5 (23.9)                   | −0.3 (31.5)                   | 5.3 (41.5)                    | 5.9 (42.6)                    | 0.3 (32.5)                    | −4.1 (24.6)                   | −12.6 (9.3)                   | −15.8 (3.6)                   | −21.1 (−6)                    |
| 降水量 mm （inch）                 | 84.8 (3.339)                  | 75.2 (2.961)                  | 107.8 (4.244)                 | 142.5 (5.61)                  | 205.7 (8.098)                 | 197.4 (7.772)                 | 252.4 (9.937)                 | 321.3 (12.65)                 | 340.1 (13.39)                 | 227.5 (8.957)                 | 161.7 (6.366)                 | 103.5 (4.075)                 | 2,222.5 (87.5)                |
| 平均降水日数 （≥1.0 mm）           | 9.8                           | 9.7                           | 11.4                          | 11.1                          | 11.8                          | 11.4                          | 14.7                          | 15.2                          | 14.0                          | 12.5                          | 12.8                          | 10.9                          | 144.6                         |
| 平均月間日照時間                   | 100.3                         | 98.6                          | 138.5                         | 174.2                         | 180.0                         | 128.6                         | 102.1                         | 111.0                         | 125.3                         | 124.7                         | 99.3                          | 88.4                          | 1,470.9                       |
| 出典1：Japan Meteorological Agency |                               |                               |                               |                               |                               |                               |                               |                               |                               |                               |                               |                               |                               |
| 出典2：気象庁                      |                               |                               |                               |                               |                               |                               |                               |                               |                               |                               |                               |                               |                               |

### 人口
人口は少子化や地域経済の低迷などにより、1985年（昭和60年）の24,353人をピークに減少を続けており、2010年（平成22年）の国勢調査で人口20,000人を割った。一方、65歳以上の人口は増加傾向にあり、高齢化が進んでいる。
| |                                        |  |
| 白老町と全国の年齢別人口分布（2005年） | 白老町の年齢・男女別人口分布（2005年） |  |
| ■紫色 ― 白老町 ■緑色 ― 日本全国 | ■青色 ― 男性 ■赤色 ― 女性              |  |
| 白老町（に相当する地域）の人口の推移 \| 1970年（昭和45年） \| 20,094人 \| \| \| 1975年（昭和50年） \| 22,585人 \| \| \| 1980年（昭和55年） \| 24,168人 \| \| \| 1985年（昭和60年） \| 24,353人 \| \| \| 1990年（平成2年） \| 23,229人 \| \| \| 1995年（平成7年） \| 22,414人 \| \| \| 2000年（平成12年） \| 21,662人 \| \| \| 2005年（平成17年） \| 20,748人 \| \| \| 2010年（平成22年） \| 19,383人 \| \| \| 2015年（平成27年） \| 17,740人 \| \| \| 2020年（令和2年） \| 16,212人 \| \| |                                        |  |
| 総務省統計局 国勢調査より |                                        |  |
| 1970年（昭和45年） | 20,094人                               |  |
| 1975年（昭和50年） | 22,585人                               |  |
| 1980年（昭和55年） | 24,168人                               |  |
| 1985年（昭和60年） | 24,353人                               |  |
| 1990年（平成2年） | 23,229人                               |  |
| 1995年（平成7年） | 22,414人                               |  |
| 2000年（平成12年） | 21,662人                               |  |
| 2005年（平成17年） | 20,748人                               |  |
| 2010年（平成22年） | 19,383人                               |  |
| 2015年（平成27年） | 17,740人                               |  |
| 2020年（令和2年） | 16,212人                               |  |

#### 消滅集落
2015年国勢調査によれば、以下の集落は調査時点で人口0人の消滅集落となっている。
- 白老町 - 字森野

## 歴史

### 沿革
江戸時代
- 1855年（安政03年）：仙台藩が白老に陣屋（仙台陣屋）設置[15]。塩釜神社建立[15]。
- 1861年（文久元年）：南部藩の千石熊吉が社台に来住[15]。
- 1867年（慶応03年）：南部藩の富士源吉が敷生に来住[15]。

明治
- 1868年（明治元年）：戊辰戦争の影響により仙台藩士が引揚げ[15]。
- 1869年（明治02年）：岩手県の紺野助八・甚作が敷生に来住[15]。蝦夷地を北海道と改め、白老郡設置[15]。
- 1872年（明治05年）：開拓使白老出張所設置（1874年廃止）[15]。
- 1873年（明治06年）：札幌本道開通[15]。
- 1874年（明治07年）：樽前山噴火[15]。
- 1880年（明治13年）：白老外2ヶ村戸長役場設置[15]。
- 1889年（明治22年）：会津の浅野農夫がホロナイに移住[15]。
- 1892年（明治25年）：北海道炭礦鉄道による鉄道開通し、白老駅開設[15]。
- 1897年（明治30年）：北海道内に支庁を設置し、白老郡は室蘭支庁（後の胆振支庁）に属す[15]。
- 1904年（明治37年）：伊予の安永藤吉がホロケナシ（現在の森野）に移住[15]。

大正
- 1913年（大正03年）：白老徳督（現在の伊達市大滝区）間道路開通[15]。
- 1919年（大正08年）：二級町村制施行。白老、敷生、社台の3村が合併し、白老村となる[15]。

昭和
- 1939年（昭和14年）：字名地番改正により森野、社台、白老、石山、萩野、竹浦、虎杖浜の7字となる[15]。
- 1946年（昭和21年）：萩野地区（現在の北吉原）に開拓者入植[15]。
- 1947年（昭和22年）：飛生地区に開拓者入植[15]。
- 1950年（昭和25年）：村立保険診療所（現在の町立国民健康保険病院）開設[15]。
- 1954年（昭和29年）：8月10日、昭和天皇、香淳皇后乗車のお召し列車が通過。駅構内で奉迎が行われる[16]。11月1日[17]に町制施行し、白老町となる[15]。白老大滝間の道路が道道に昇格[15]。島根県より黒毛和種導入[15]。
- 1955年（昭和30年）：『白老開基100年記念式典』挙行[15]。
- 1956年（昭和31年）：肉牛貸付事業開始[15]。
- 1957年（昭和32年）：陸上自衛隊北海道補給処弾薬支処（白老駐屯地）設置[15]。
- 1960年（昭和35年）：大昭和製紙白老工場（現在の日本製紙北海道工場白老事業所）一部操業開始（1965年全面操業）。
- 1965年（昭和40年）：アイヌコタンがポロト湖に移転[15]。萩野の字名を字萩野と字北吉原に分割[15]。
- 1967年（昭和42年）：白老民俗資料館（現在のアイヌ民族博物館旧館）開館[15]。
- 1968年（昭和43年）：『全道総合畜産共進会』において白老の和牛くらふみ号が最高位賞を獲得[15]。
- 1971年（昭和46年）：白老町消防本部設置[15]。
- 1974年（昭和49年）：「白老町長襲撃事件」発生。『第45回都市対抗野球大会』において大昭和製紙北海道が初優勝。
- 1976年（昭和51年）：アヨロ鼻灯台完成（2016年廃止）[18]。
- 1977年（昭和52年）：ポロト自然休養林オープン[15]。
- 1980年（昭和55年）：白老町中央公民館完成[15]。
- 1981年（昭和56年）：仙台市と「歴史姉妹都市」提携[19]。カナダのケネル市と「国際姉妹都市」提携[19]。
- 1983年（昭和58年）：国道36号白老バイパス開通。道央自動車道白老IC供用開始。[15]。
- 1984年（昭和59年）：アイヌ民族博物館完成（2018年閉館）。仙台藩白老元陣屋資料館完成[15]。白老桜ヶ丘公園町営野球場完成（翌年使用開始）[15]。

平成
- 1990年（平成02年）：白老港漁港区一部供用開始（『開港記念式典』開催）[20]。
- 1991年（平成03年）：青森県森田村と「姉妹都市」提携[19]。
- 1993年（平成05年）：大昭和北海道野球部休部し、ヴィガしらおい結成（1997年解散）[15]。
- 1994年（平成06年）：白老ふるさと2000年の森「ポロトの森」オープン[15]。
- 1995年（平成07年）：白老港第1商港区供用開始[20]。学校法人日本航空学園白老滑空場竣工[15]。白老町総合保健福祉センターオープン[15]。
- 1997年（平成09年）：萩の里自然公園開園[15]。
- 1998年（平成10年）：白老ダム建設中止決定[15]。北海道道86号白老大滝線（四季彩街道）開通[21]。
- 1999年（平成11年）：WEEDしらおい発足。『ナイター議会』開催[15]。
- 2000年（平成12年）：登別市とのごみ広域処理・有料化開始[15]。しらおい創造空間「蔵」オープン[15]。
- 2001年（平成13年）：白老港第2商港区供用開始[20]。
- 2002年（平成14年）：白老カーランド（旧北海道スピードウェイ）オープン（2017年閉鎖）。
- 2003年（平成15年）：日本航空専門学校白老校開校（2018年千歳市のキャンパスへ移転）。
- 2005年（平成17年）：青森県つがる市と「姉妹都市」提携[19]。
- 2007年（平成19年）：新消防庁舎が樽前山火山防災施設との合築で完成[15]。
- 2008年（平成20年）：日本国内初となる通年議会実施。
- 2009年（平成21年）：白老町バイオマス燃料化施設（ecoリサイクルセンターしらおい）稼働[15]（2019年廃止[22]）。アイヌ古式舞踊が国際連合教育科学文化機関（UNESCO）の「無形文化遺産」登録[23]。
- 2011年（平成23年）：国道36号虎杖浜トンネル開削道路全面開通[24]。
- 2013年（平成25年）：虎杖・竹浦・萩野の3中学校を統合した白翔中学校開校[15]。白老港第3商港区供用開始[20]。
- 2014年（平成26年）：「過疎地域」指定[25]。
- 2015年（平成27年）：しらおい食育防災センター（パクパクしらおい）共用開始[15]。
- 2016年（平成28年）：社台・白老・緑丘の3小学校を統合した白老小学校開校[15]。

令和
- 2020年（令和02年）：国道36号樽前—社台間拡幅供用開始。白老駅周辺整備事業供用開始。民族共生象徴空間（ウポポイ）オープン。

## 政治

### 行政

#### 役場
```
*白老町役場
```

- - 萩野出張所
  - 竹浦出張所
  - 虎杖浜出張所

#### 町民憲章
白老町民憲章

#### 都市宣言
- 交通安全都市宣言（1964年（昭和39年）8月28日）[27]
- スポーツ都市宣言（1976年（昭和51年）7月17日）[27]
- 歴史と文化のまち宣言（1988年（昭和63年）11月3日）[27]
- 防犯宣言（1989年（平成元年）3月23日）[27]
- しらおい環境のまち宣言（2004年（平成16年）10月17日）[27]
- 平和のまち宣言（2004年（平成16年）10月17日）[27]
- しらおい子ども憲章〜ウレシパ（育ちあう）（2014年（平成26年）3月26日）[27]

#### 歴代村長
- 志賀兼治：1919年4月1日 - 1923年7月27日（1期4年）※札幌手稲村長から転任
- 北條滝三郎：1923年7月27日 - 1926年9月30日（1期3年）
- 平田源三郎：1926年9月30日 - 1927年7月25日（1期10か月）※退職
- 佐藤隆：1927年7月25日 - 1933年4月17日（2期6年）※豊浦村長に転任
- 対馬豊太郎：1933年4月17日 - 1939年5月9日（2期6年）※退職
- 多羅尾政雄：1939年5月9日 - 1943年8月25日（1期4年）※鵡川村長に転任
- 成田貞雄：1943年8月25日 - 1946年11月7日（1期3年）※徳瞬瞥村長から転任
  - 荒川忠夫：1946年11月7日 - 1947年4月5日（5か月）※助役（村長代理）[28]

#### 歴代町長
- 浅利義市：1947年4月5日 - 1975年4月30日（町長として5期20年）※1954年11月1日に町制施行
- 山手一雄：1975年5月1日 - 1987年4月30日（3期12年）
- 見野全：1987年5月1日 - 2003年4月30日（4期16年）
- 坂下利明：2003年5月1日 - 11月9日（1期6カ月）
- 飴谷長蔵：2003年11月9日 - 2011年11月9日（2期8年）
- 戸田安彦：2011年11月9日 - 2023年1月16日（3期11年）
  - 古俣博之：2023年1月16日 - 3月5日（2か月）※町長職務代理者、副町長
- 大塩英男：2023年3月5日 - （現職）[28]

### 議会

#### 町議会
2019年（令和元年）に全国町村議会議長会から「改革先進議会」として表彰を受けた。
- 議員定数14人[30]
- 定例会（通年）[30]
  - 本会議[30]
- 全員協議会
- 常任委員会[30]
  - 総務文教常任委員会（定数7以内）[30]
  - 産業厚生常任委員会（定数7以内）[30]
  - 広報広聴常任委員会（定数14）[30]
- 議会運営委員会（7人以内）[30]
- 特別委員会[30]

## 国家機関

### 農林水産省
林野庁
- 北海道森林管理局胆振東部森林管理署
  - 樽前森林事務所・白老森林事務所

### 防衛省
自衛隊
- 陸上自衛隊白老駐屯地

## 施設

### 警察
本部
- 北海道警察 苫小牧警察署

交番
- 白老交番
- 萩野交番

駐在所
- 虎杖浜駐在所
- 竹浦駐在所

### 消防
消防
- 白老町消防本部

消防署
- 白老消防署

出張所
- 西部出張所

### 医療
主な病院
- 白老町立国民健康保険病院

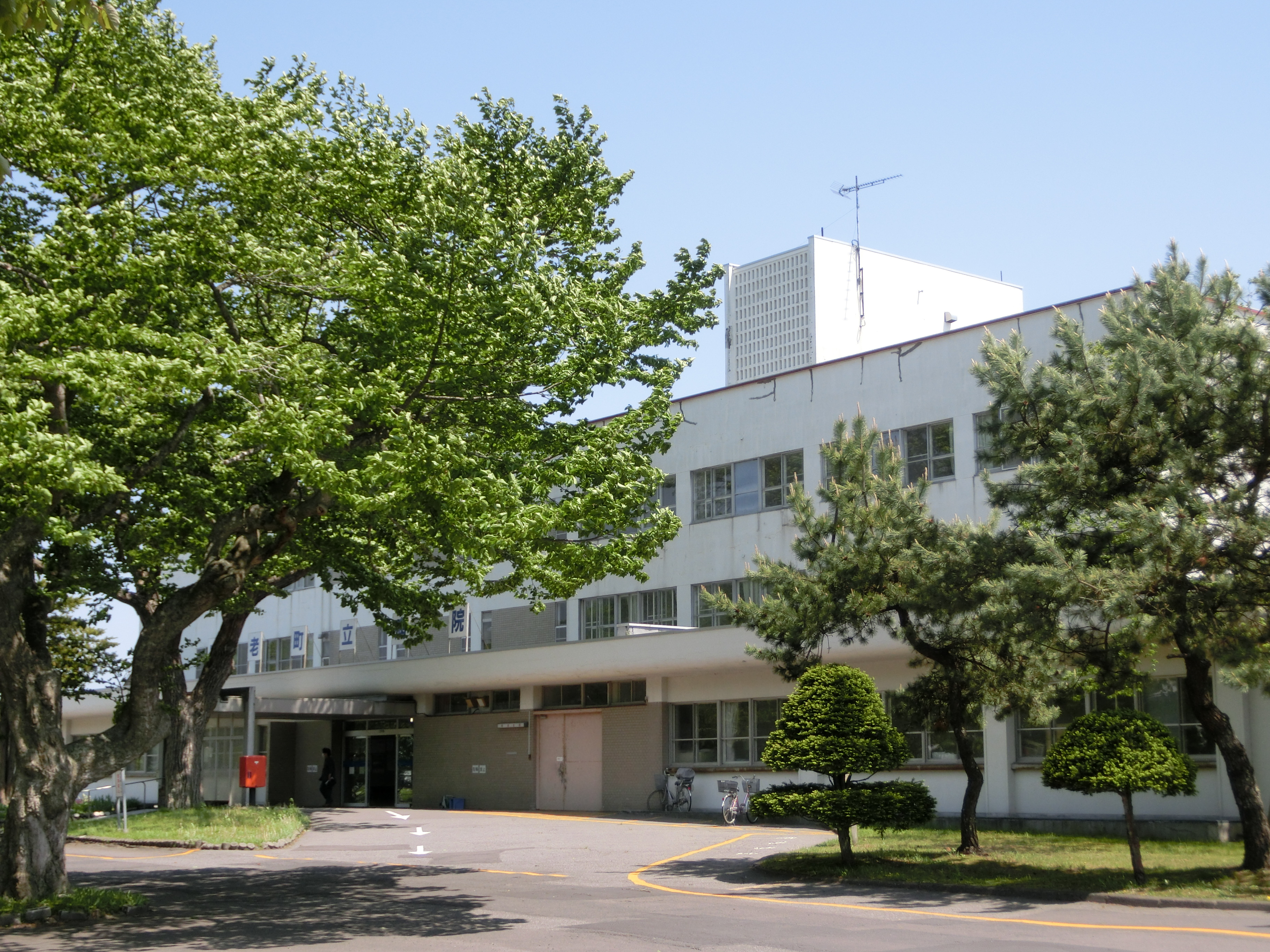
白老町立国民健康保険病院（2016年5月）

### 郵便
主な郵便局
- 白老郵便局（集配局、059-09xx地域）
- 虎杖浜郵便局（集配局、059-06xx地域）
- 社台郵便局
- 萩野郵便局
- 竹浦郵便局

### 公共施設
- しらおい経済センター
- 白老町総合保健福祉センター（いきいき4・6）
- しらおい食育防災センター（パクパクしらおい）
- 白老町環境衛生センター
- 北吉原ふれあいプラザ
- 白老町中央公民館・コミュニティセンター
- 萩野公民館
- 虎杖浜公民館
- 白老町立図書館
- 白老町高齢者学習センター
- 白老町総合体育館・柔剣道場
- 白老桜ヶ丘公園町営野球場
- 白老桜ヶ丘公園陸上競技場
- 白老町民温水プール
- 白老町北吉原はまなすスポーツセンター
- 白老町子ども発達支援センター「ひだまり」
- 白老町営牧野（極東牧場、石山牧場、ヨコシベツ牧場）
- 白老霊園
- 白老葬苑

## 対外関係

### 姉妹都市・提携都市

#### 海外
姉妹都市
- クイネル市（カナダ連邦 ブリティッシュコロンビア州）
  - 1981年（昭和56年）7月13日 姉妹都市提携[19]。

#### 国内
姉妹都市
- 仙台市（東北地方 宮城県）
  - 1981年（昭和56年）5月8日 姉妹都市提携[19]。
- つがる市（東北地方 青森県）
  - 2005年（平成17年）7月31日 姉妹都市提携[19]。合併前の旧森田村から友好関係を築いている[19]。

## 経済
白老町の産業は、北海道を代表する肉用牛（黒毛和種）や鶏卵の生産、競走馬を輩出する畜産業、漁業、林業などの第一次産業、製紙業、土石業、食品加工業、木材製造業などの第二次産業、温泉や食、歴史・文化などの地域資源を活用した第三次産業がある。再生可能エネルギーでは太陽光発電の施設がある。

### 第一次産業

#### 農業
組合
- とまこまい広域農業協同組合（JAとまこまい広域）白老支所
  - 白老牛改良センター
  - 公共牧場
- 北海道農業共済組合（NOSAI北海道）いぶり東部家畜診療所白老分室[35]
- いぶり中央漁業協同組合白老支所[36]
- 胆振水産加工業協同組合
- 胆振軽種馬農業協同組合[37]
- 苫小牧広域森林組合白老支所

### 第二次産業

#### 工業
組合
- 白老町商工事業協同組合

工業団地
- 石山工業団地
- 石山特別工業地区

### 第三次産業

#### 商業
組合
- 白老観光商業協同組合

商業施設
- 北雄ラッキー（旧：熊谷商店）
  - ラッキーマート白老店（旧：スーパーくまがい）
- 生活協同組合コープさっぽろ室蘭地区
  - パセオしらおい店

#### 金融機関
主な銀行
- 北海道銀行白老支店
- 室蘭信用金庫白老支店、萩野支店、虎杖浜支店
- 苫小牧信用金庫白老支店
- JAバンク北海道（北海道信用農業協同組合連合会）JAとまこまい広域 白老支所

#### 物流
- ヤマト運輸千歳主管支店白老センター
- 佐川急便苫小牧営業所（苫小牧市）

### 白老町に拠点を置く企業
- エスワイプロモーション
- コニサーオイル
- 社台コーポレーション（社台グループ）
- ダイエットクック白老（ケンコーマヨネーズグループ）
- 千歳林業
- ナチュラルサイエンス
- 日鉄鉱業（日本製鉄グループ）
- 日本製紙グループ
  - 日本製紙
  - 大昭和紙工産業
  - 北昭興業
- ぬくもりの宿 ふる川
- ハリマ化成
- フォーレ白老
- ライラック・フーズ（ケンコーマヨネーズグループ）

## 情報・通信

### マスメディア

#### 新聞社
- 苫小牧民報社白老支局
- 室蘭民報社白老支局

## 教育

### 高等学校
道立
- 北海道白老東高等学校

私立
- 北海道栄高等学校

### 中学校
町立
- 白老町立白老中学校
- 白老町立白翔中学校

### 小学校
町立
- 白老町立白老小学校
- 白老町立萩野小学校
- 白老町立竹浦小学校
- 白老町立虎杖小学校

### 幼児教育

#### 保育園
町立
- はまなす保育園
- 海の子保育園

私立
- 緑丘保育園

#### 認定こども園
- 白老小鳩保育園
- 白老さくら幼稚園

### 自動車学校
- はぎの自動車学校[38]

## 交通

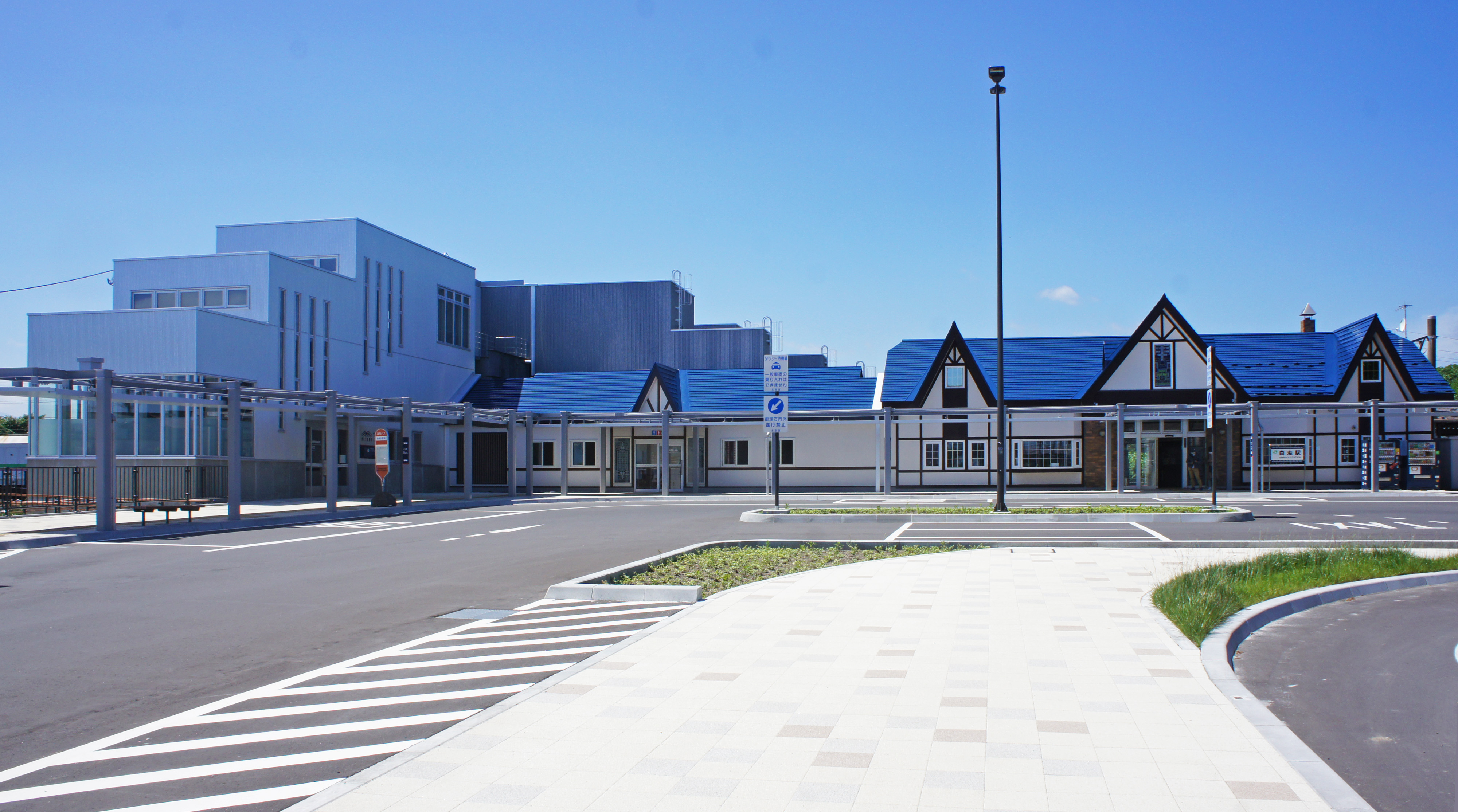
白老駅南口（2020年6月）

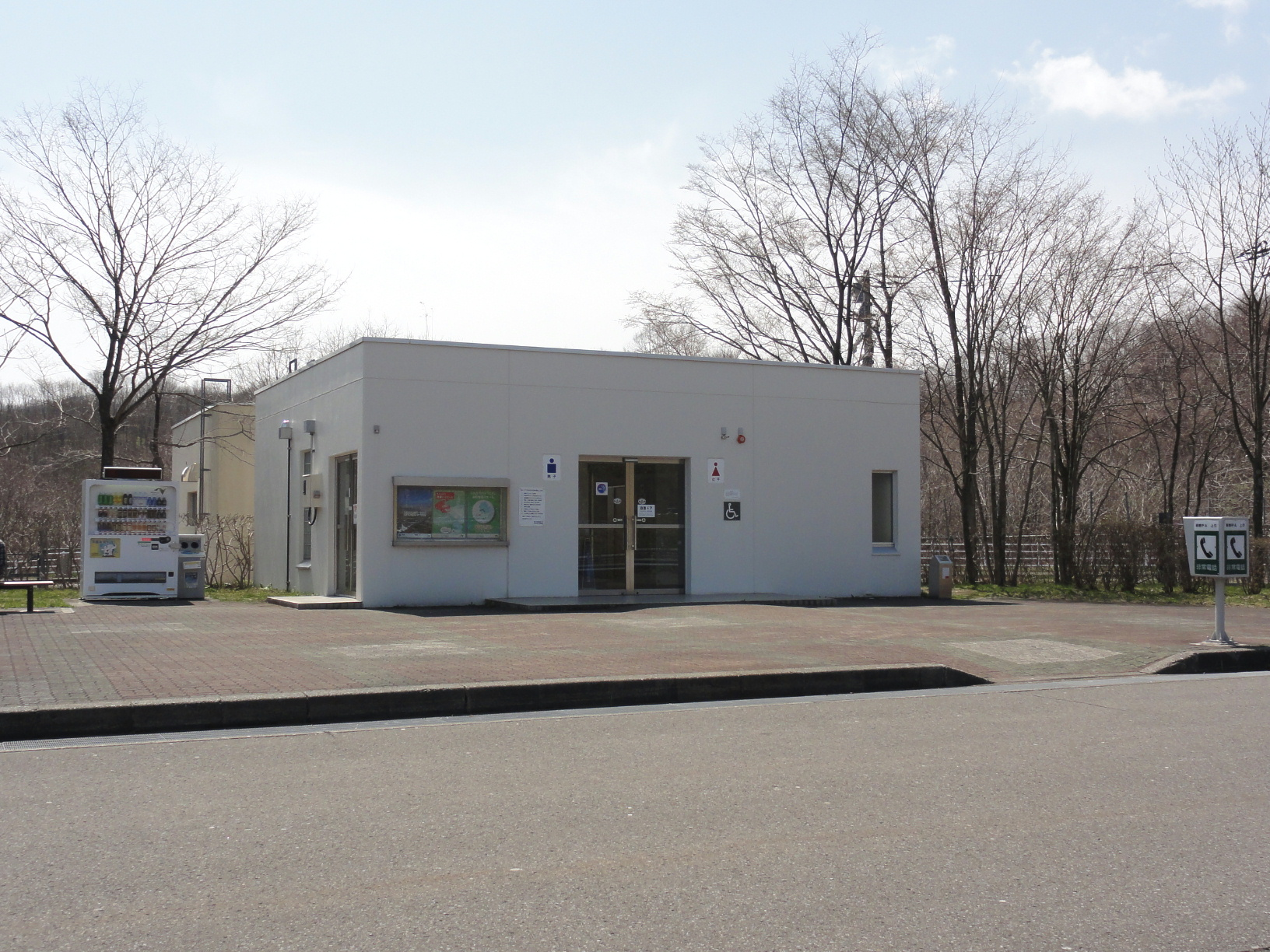
萩野PA

### 空路

#### 空港
白老町に空港は存在しない。最寄りの空港は新千歳空港。
- 白老滑空場（場外離着陸場）

### 鉄道
白老 - 沼ノ端間の28.7 kmは「日本一長い鉄道直線区間」になっている。
北海道旅客鉄道（JR北海道）
- 室蘭本線：虎杖浜駅 - 竹浦駅 - 北吉原駅 - 萩野駅 - 白老駅 - 社台駅

### バス
かつては苫小牧市営バスが社台線を運行していたが、1978年11月26日に廃止された。

#### 路線バス
- 道南バス
  - 苫小牧方面、登別温泉方面

#### 都市間バス
- 道南バス
  - 札幌方面、新千歳空港方面
- 北海道中央バス
  - 札幌方面、室蘭方面

### タクシー
- 白老交通

### 道路

#### 高速道路
- 道央自動車道（北海道縦貫自動車道）：竹浦BS - 萩野PA - 白老IC

#### 国道
- 国道36号
  - 白老バイパス

#### 道道
- 北海道道86号白老大滝線（四季彩街道）
  - ホロホロ峠
- 北海道道350号倶多楽湖公園線
- 北海道道388号白老停車場線
- 北海道道701号登別港線
- 北海道道1045号千歳白老線

### 航路

#### 港湾
- 白老港（地方港湾）

## 観光

### 文化財

#### 国指定
- 史跡
  - 白老仙台藩陣屋跡[39][40] - 仙台藩白老元陣屋資料館
- 重要無形民俗文化財
  - アイヌ古式舞踊[39][41] - 白老民族芸能保存会、アイヌ民族博物館

#### 町指定
- 有形文化財
  - 社台1遺跡出土の朱塗土器[39] - 白老コミュニティセンター蔵
  - アヨロ遺跡出土の装身具等[39] - 白老コミュニティセンター蔵
- 有形民俗文化財
  - ルウンペ[39] - アイヌ民族博物館蔵
  - 白老八幡神社社宝5点[39] - 白老八幡神社蔵
  - アイヌ生活用具コレクション（児玉コレクション）[39] - アイヌ民族博物館蔵
- 無形民俗文化財
  - 虎杖浜越後盆踊り[39] - 白老町虎杖浜越後盆踊り保存会
  - 白老町伝統文化継承者[39]（22名）

### 選定
- 日本の滝百選「インクラの滝」
- 日本の重要湿地500「倶多楽湖」「ホロホロ湿原」「ヨコスト湿原」[42]
- 遊歩百選「ポロトの森」
- 美しい日本の歩きたくなるみち500選「ポロト湖・ウツナイ川の自然林のみち」[43]
- 新・がんばる商店街77選「白老大町商店街」[44]
- 新日本歩く道紀行100選「ポロトの森散策路」[45][46]
- 生物多様性保全上重要な里地里山「萩の里自然公園とウヨロ川周辺」[47]

### 観光スポット
- 民族共生象徴空間（ウポポイ）
- ポロト湖
- ポロト自然休養林
- 仙台藩白老元陣屋資料館
- 白老駅北観光インフォメーションセンター（ポロトミンタラ）
- インクラの滝
- 軽種馬牧場（白老ファーム、社台牧場、習志野牧場など）
- イーハトーヴ・オーシァンファーム
- 萩の里自然公園
- 虎杖浜温泉
- 白老温泉
- アヨロ海岸
- 倶多楽湖

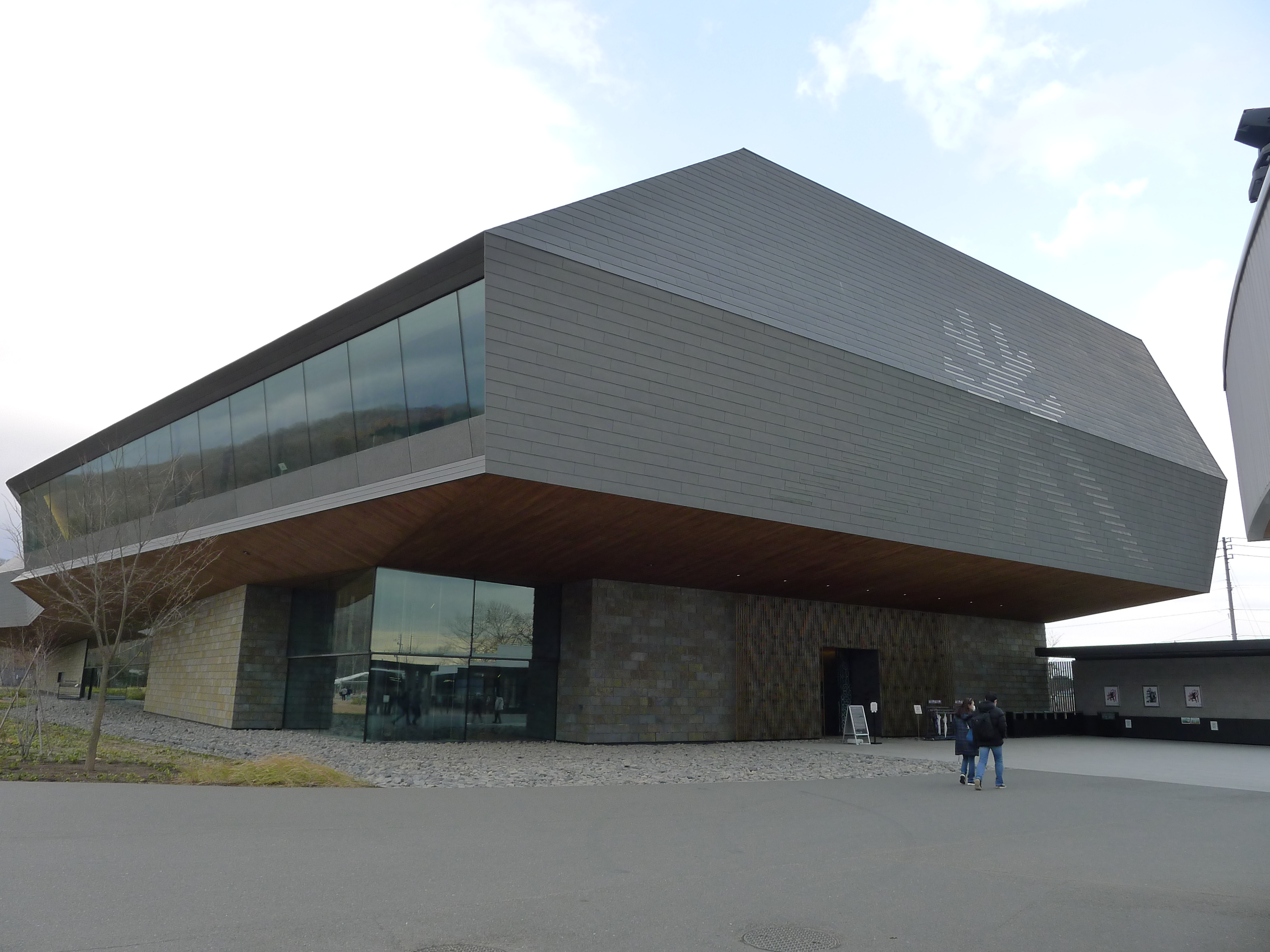
国立アイヌ民族博物館（2020年11月）
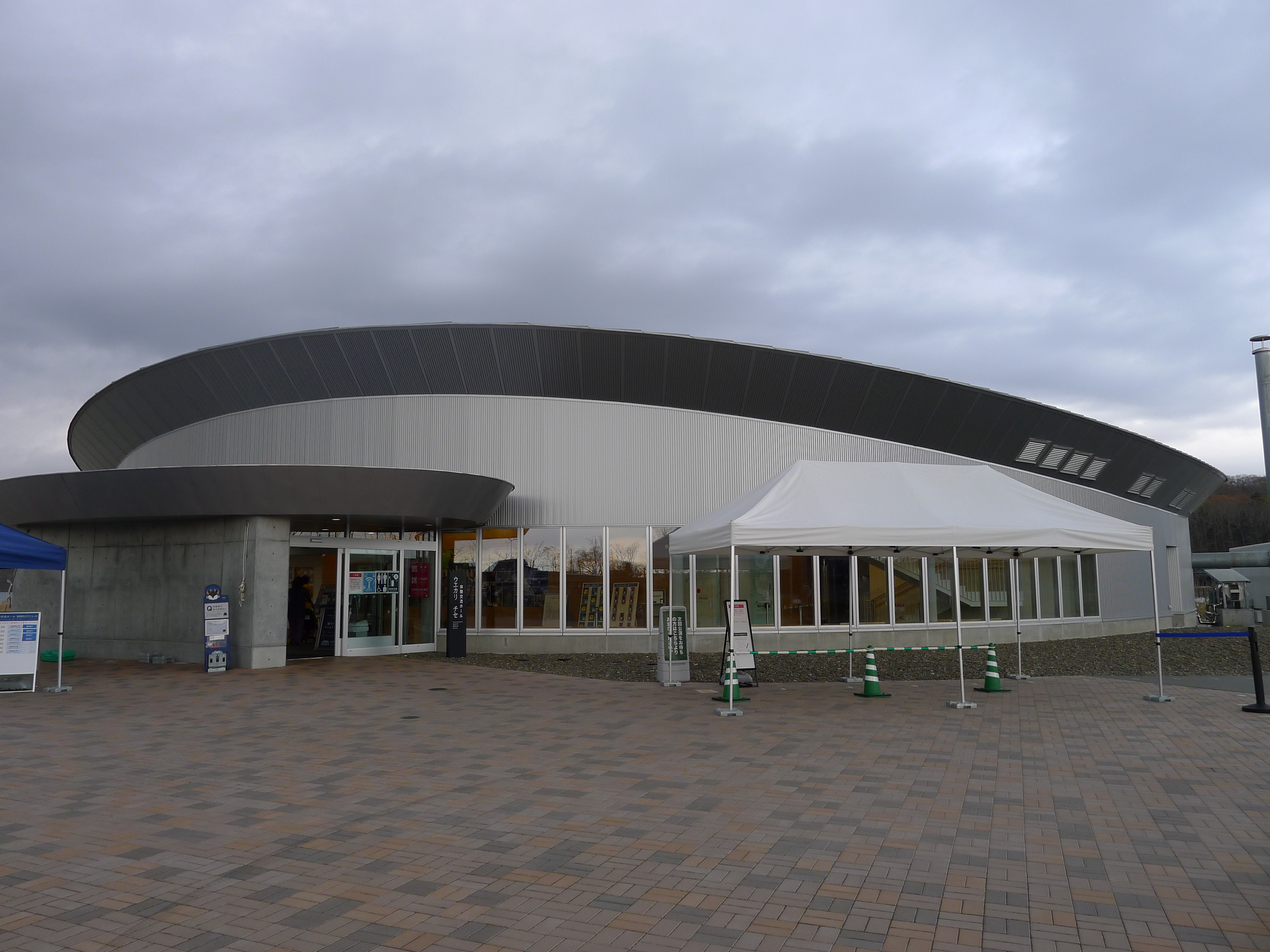
体験交流ホール（2020年11月）
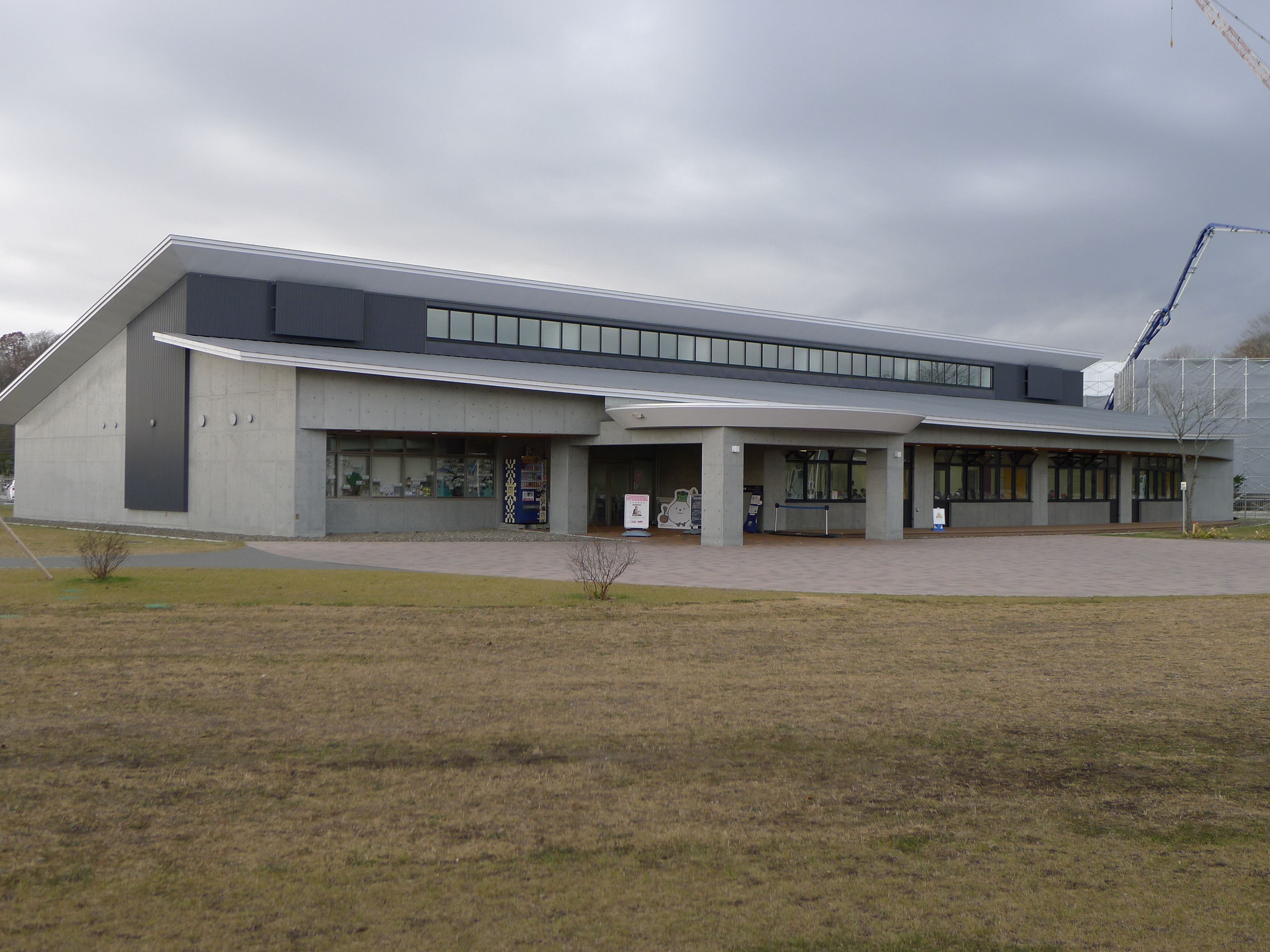
体験学習館（2020年11月）
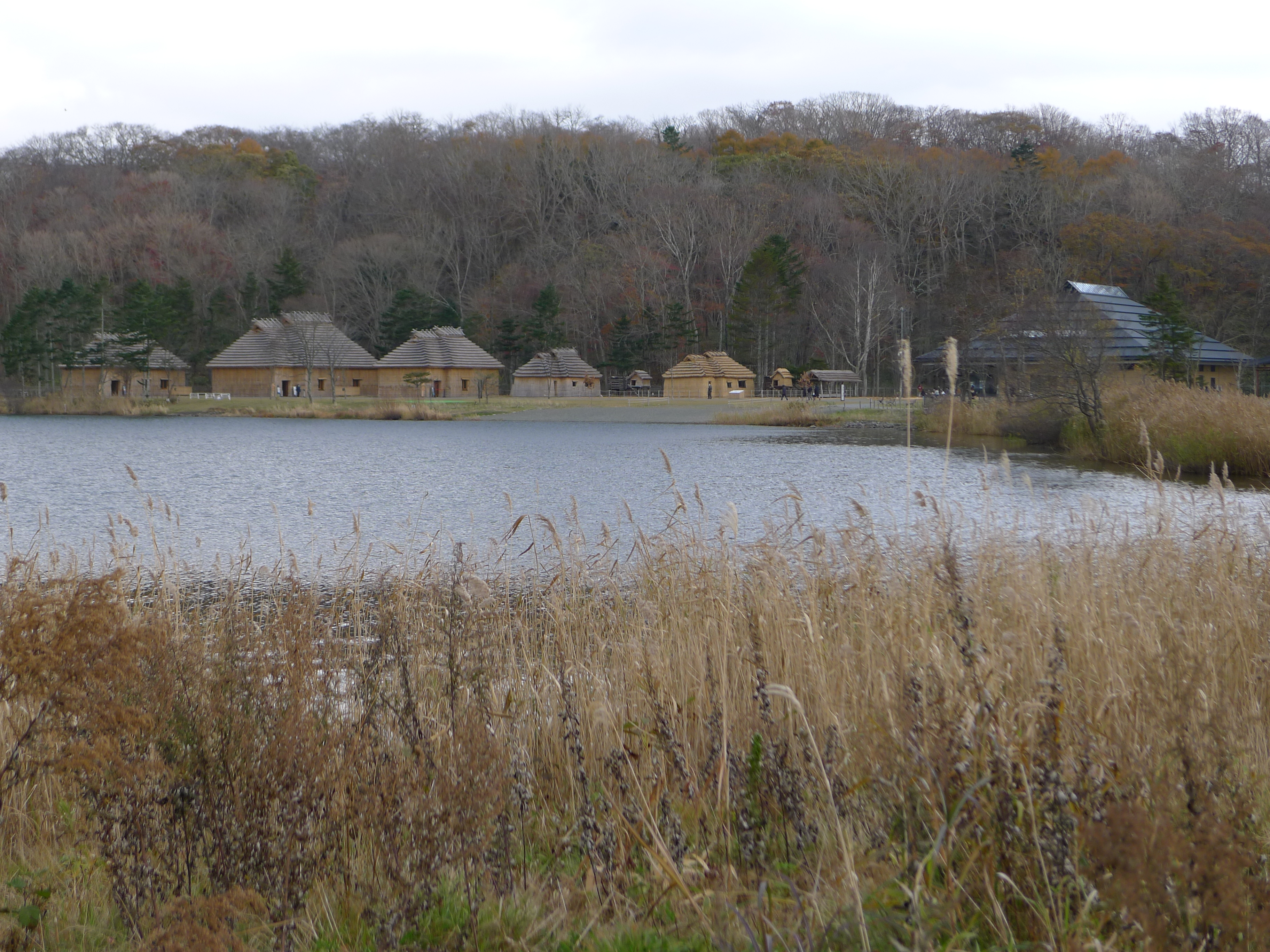
ポロト湖と伝統的コタン（2020年11月）
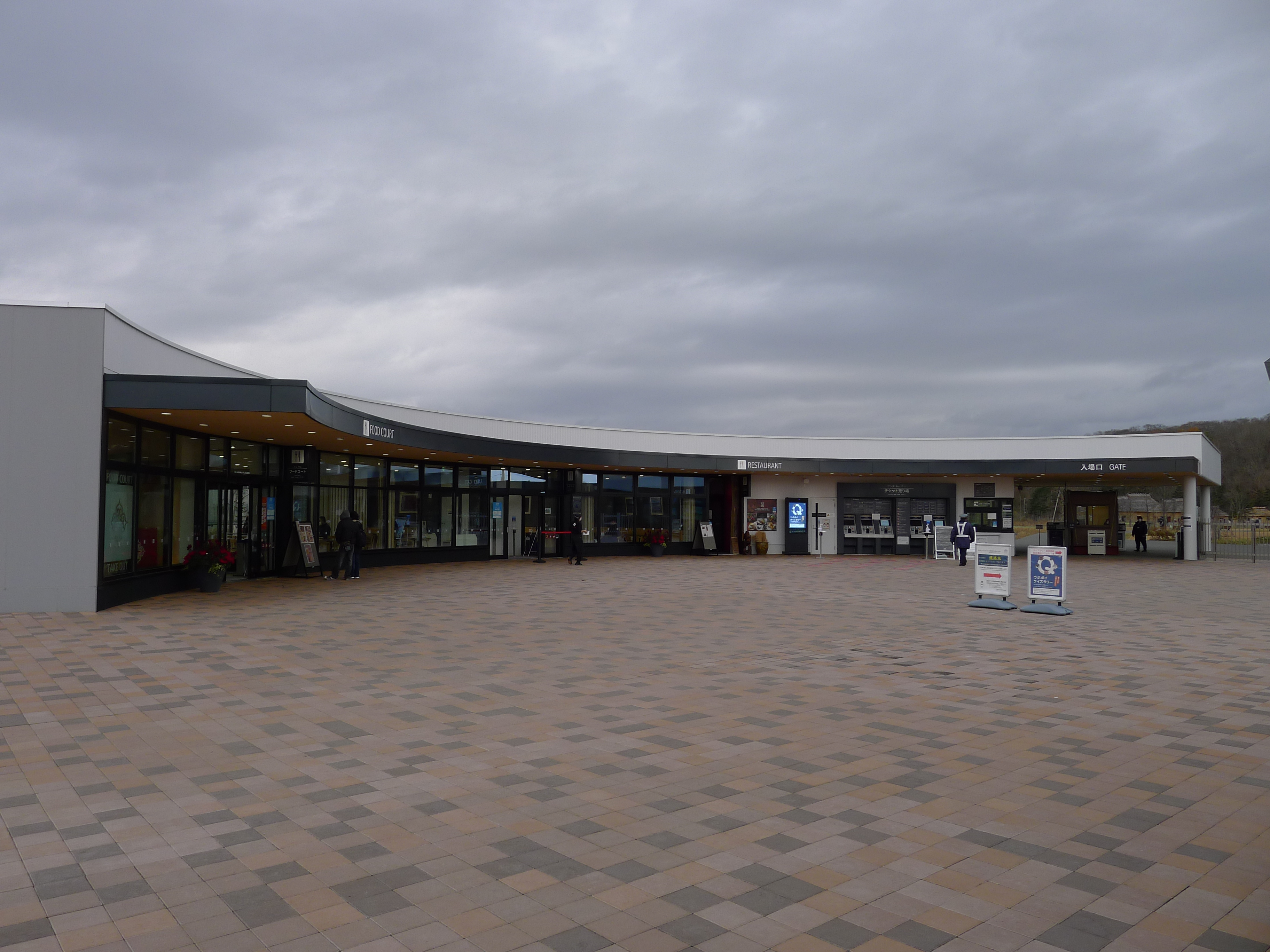
エントランス棟（2020年11月）
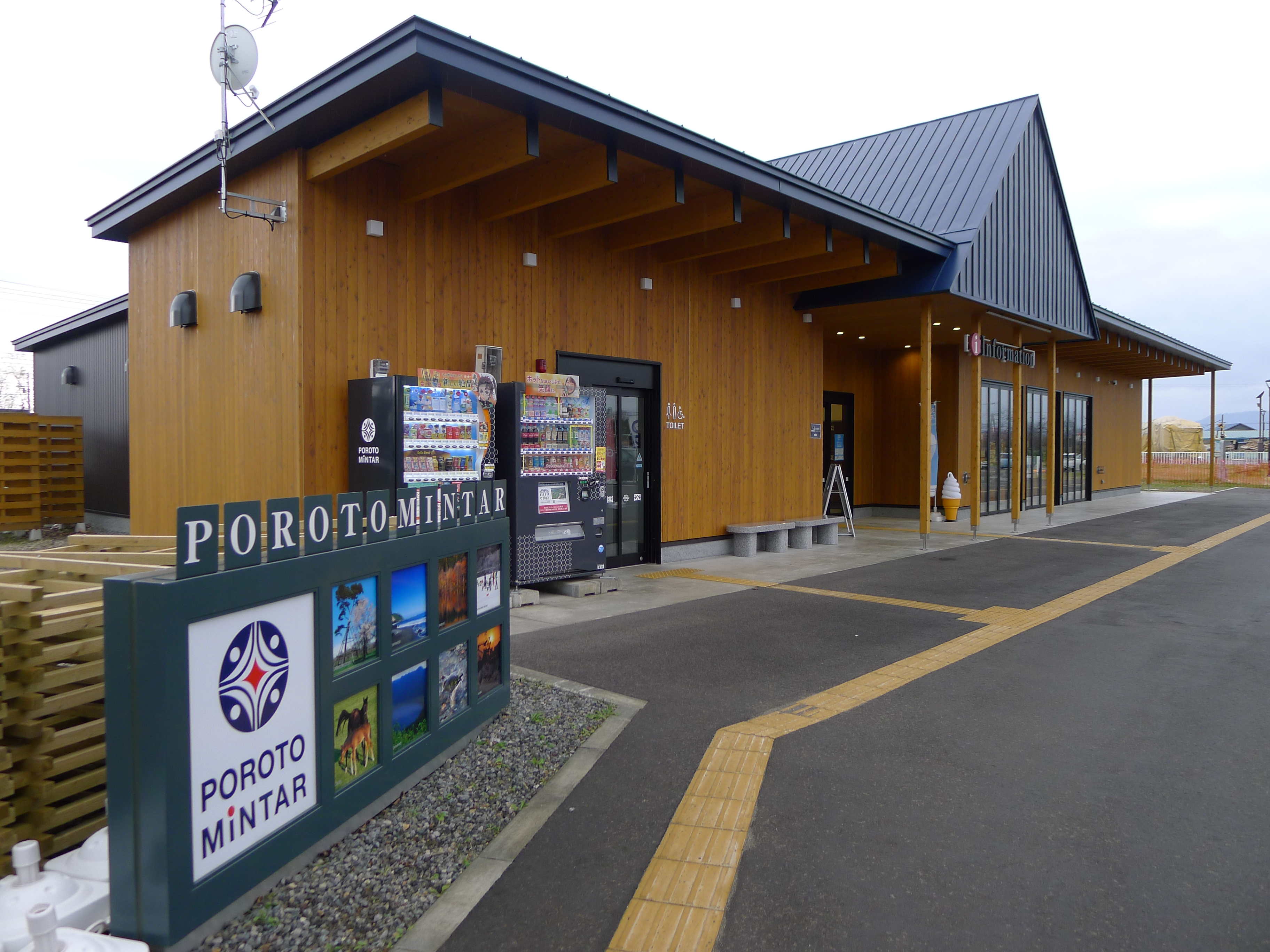
白老駅北観光インフォメーションセンター（ポロトミンタラ）（2020年11月）

## 文化・名物

### 祭事・催事
- BBQ on ICE（2月）
- 白老牛肉まつり（6月）
- 元気まちしらおい港まつり（8月）
- 虎杖浜かに・たらこ・温泉三大祭り（8月）
- ポロトコタンの夜（8月）
- BikeJIN祭り（9月）
- 飛生芸術祭・TOBIU CAMP（9月）
- しらおいチェプ祭（9月）
- 白老八幡神社例大祭（9月）

### 名産・特産
白老町には2006年（平成18年）に商標登録された「白老牛」（しらおいぎゅう）や地域団体商標になっている「虎杖浜たらこ」といった地域ブランドはじめ、鶏卵、シイタケ、毛ガニ、ウバガイ（ホッキ貝）、スケトウダラ、サケなどの豊富な魚介類があり、これらを素材としたグルメや土産品があるほか、倶多楽湖の伏流水で養殖したニジマスやアイヌ料理のチェプやオハウを提供する店もある。ご当地グルメでは白老バーガー&ベーグルや白老シーフードカレーがある。また、木彫りの熊などの民芸品や陶芸品の店や体験工房がある。日高地方とともに競走馬の生産地としても有名であり、三冠馬オルフェーヴルやその父ステイゴールドなど、著名な競走馬を数多く輩出している。

### スポーツ

#### 野球
- ヴィガしらおい（旧：大昭和製紙北海道硬式野球部） - かつて大昭和製紙の白老工場を拠点に活動していた社会人野球チーム。1994年からクラブチームとなり、1997年に解散した。
- WEEDしらおい - 2000年から活動を開始した社会人野球のクラブチーム。

## 出身関連著名人

### 出身著名人
- あらいけい（演出家、放送作家、武術家）
- 石原可奈子（ピュアニスト）
- 太田崇（元陸上競技選手）
- 小野卓爾（元サッカー選手・指導者。「日本サッカー殿堂」入り）
- 高梨利洋（元プロ野球・社会人野球選手）
- 野村義一（元北海道ウタリ協会理事長、元白老町議会議員）
- VOICE（別所秀彦、別所芳彦による双子ボーカルユニット）
- 前田育子（陶芸家）
- 満岡照子（歌人）
- ミトカツユキ（シンガーソングライター）
- 森竹竹市（歌人。アイヌ三大歌人の一人）
- 山本宏美（元スピードスケート選手）
- 吉田南岳（陶芸家）
- 吉村将生（元プロ野球選手）
- 渡部龍一（元プロ野球選手。渡部勝美は父）
- 若林楽人（プロ野球選手）
- 根本悠楓（プロ野球選手）

### 関連著名人
- 相吉香湖（俳人、現代俳句協会会員）
- 上田清次郎（実業家）
- 宇梶静江（詩人、アイヌ民族文化伝承者）
- 貝澤藤蔵（社会活動家）
- 我喜屋優（教育者。元社会人野球選手・監督）
- 国松希根太（芸術家、飛生アートコミュニティを拠点に活動）
- 高橋房次（医師）
- 半澤孝平（詩人、苫小牧民報社白老支局長）
- ペナンペパナンペ（漫才師、パナンペ将史がウポポイに勤務）
- 村上忠則（元社会人野球選手・指導者）
- 吉田善哉（社台グループ創業者）
- 渡部勝美（元社会人野球選手・監督。渡辺龍一は子）

### 白老町観光大使
- 石原可奈子（ピアニスト）
- 我喜屋優（興南学園理事長)
- 別所秀彦（ボーカリスト。双子ボーカルユニットVOICE）
- 別所芳彦（ボーカリスト。双子ボーカルユニットVOICE）
- 牧千恵子（バイオリニスト）
- 松田忠徳（旅行作家、温泉教授、日本源泉かけ流し温泉協会会長）
- ミトカツユキ（シンガーソングライター）
- 山手章（公認会計士）
- 吉田弘（元サッカー選手、ASエルフェン埼玉監督）
- オルフェーヴル（三冠馬）
- こうじょうちょー（YouTuber）
- 榊幸治（BBQライフ研究家）
- 松永英機（FC岐阜統括副本部長）
- KiKi（ゴスペルシンガー）
- 小暮剛（出張料理人・料理研究家）[49]

## 参考資料
- “第1編 総則・防災組織” (PDF). 白老町地域防災計画.   白老町 (2015年). 2017年3月19日閲覧。
- “白老町商業・観光振興計画” (PDF).   白老町 (2016年). 2017年3月19日閲覧。